# Virginia Slims of Florida 1987
Virginia Slims of Florida 1987 — жіночий тенісний турнір, що проходив на відкритих кортах з твердим покриттям The Polo Club Бока-Ратон (США). Належав до турнірів 4-ї категорії в рамках Туру WTA 1987. Турнір відбувся вдев'яте і тривав з 16 до 22 лютого 1987 року. Друга сіяна Штеффі Граф здобула титул в одиночному розряді й отримала за це 50 тис. доларів США.

## Фінальна частина

### Одиночний розряд
Штеффі Граф —  Гелена Сукова 6–2, 6–3
- Для Граф це був 1-й титул в одиночному розряді за сезон і 9-й — за кар'єру.

### Парний розряд
Пархоменко Світлана Германівна /  Лариса Савченко —  Кріс Еверт-Ллойд /  Пем Шрайвер 6–0, 3–6, 6–2
- Для Пархоменко це був 3-й титул у парному розряді за сезон і 6-й — за кар'єру. Для Савченко це був 3-й титул за сезон і 6-й — за кар'єру.